# Seznam evroposlancev iz Poljske
Seznam evroposlancev iz Poljske je krovni seznam.

## Seznami
- seznam evroposlancev iz Poljske (2004-2009)
- seznam evroposlancev iz Poljske (2009-2014)
- poimenski seznam evroposlancev iz Poljske